# Gornik
Gornik (bulgariska: Горник) är ett distrikt i Bulgarien.   Det ligger i kommunen Obsjtina Tjerven brjag och regionen Pleven, i den nordvästra delen av landet, 90 km nordost om huvudstaden Sofia.
Omgivningarna runt Gornik är en mosaik av jordbruksmark och naturlig växtlighet. Runt Gornik är det ganska tätbefolkat, med 70 invånare per kvadratkilometer.